# Аверьянов, Иван Фёдорович
Иван Фёдорович Аверьянов (род. 27 марта 1930 года, деревня Кисляки, Демидовский район, Смоленская область) — электросварщик Донецкого завода точного машиностроения Министерства машиностроения СССР, Украинская ССР. Герой Социалистического Труда (1974).

## Биография
Родился в 1930 году в крестьянской семье в деревне Кисляки Демидовского района. После окончания семилетки трудился в местном колхозе «Красный пахарь». В 1951—1956 годах проходил службу в Советской Армии, после которой приехал в Сталино, где стал трудиться в производственном объединении «Точмаш» (позднее — Донецкий завод точного машиностроения — производственное объединение «Точмаш» Министерства машиностроения СССР). В декабре 1956 года окончил курсы электросварщиков и в 1961 году получил среднее образование в школе рабочей молодёжи. В 1958 году вступил в КПСС.
В 1973 году досрочно выполнил личные социалистические обязательства и плановые производственные задания. Указом Президиума Верховного Совета СССР (с грифом «не подлежит опубликованию») от 16 января 1974 года «за выдающиеся успехи в выполнении и перевыполнении планов 1973 года и принятых социалистических обязательств» удостоен звания Героя Социалистического Труда с вручением ордена Ленина и золотой медали Серп и Молот.
Неоднократно добивался почётного звания «Ударник труда» по итогам трудовой деятельности в годы Восьмой, Девятой и Десятой пятилеток.
Избирался делегатом XXV съезда Компартии Украины, членом Донецкого областного и городского комитетов Компартии Украины, райкома партии, депутатом районного Совета народных депутатов.
Проработал электросварщиком на заводе до выхода на пенсию в 1990 году. Персональный пенсионер союзного значения.
Проживает в Донецке.
Награды
- Герой Социалистического Труда
- Орден Ленина — дважды (26.04.1971; 1974)
- Медаль «В ознаменование 100-летия со дня рождения Владимира Ильича Ленина»